# Раушенбах, Юрий Оскарович
Юрий Оскарович Раушенбах — ученый, специализирующийся в области экологической генетики и экологии сельскохозяйственных животных.

### Биография
Юрий Оскарович Раушенбах родился в Саратове 12 июня 1909 г. Отец его, Оскар Андреевич, учился в Геттингенском и Дерптском университетах, работал лесоводом. Надежда Михайловна, мама ученого, была домохозяйкой.
В 1914 г. семье пришлось переехать в Омск вследствие призвания отца на военную службу. В Омске Юрий Оскарович окончил школу, затем поступил в Алма-Атинский зооветеринарный институт, поскольку там было разрешено поступление студентов дворянских корней, и окончил его в 1933 г. В 1934 г. Юрий Оскарович закончил экстерном Саратовский институт свиноводства. Карьеру ученый начал с поста старшего специалиста Хреновского конного завода. После стал начальником опытной станции в Кавказском заповеднике, затем устроился в московский Институт академика Скрябина. В 1938 г. Юрий Оскарович возвращается в Алма-Ату, где устраивается в Институт экспериментальной биологии Казахской Академии наук и создает первую в СССР лабораторию экологической генетики. В 1948 г. Юрия Оскаровича увольняют из Института экспериментальной биологии с обвинениями в «вейсманизме-морганизме». Сразу после увольнения Юрия Оскаровича принимают заведующим лабораторией физиологических основ адаптации животных в отделении физиологии Узбекской Академии наук, там ученый работает в течение 5 лет, затем с 1953 по 1957 преподает и заведует кафедрой кормления и физиологии домашних животных в Гродненском сельскохозяйственном институте. В 1958 г. Юрия Оскаровича приглашают на работу в новосибирский Институт цитологии и генетики СО АН СССР. В ИЦиГ Ю. О. Раушенбах организовал лабораторию экологической генетики животных, которой заведовал до 1985 г. Благодаря стараниям Юрия Оскаровича, тщательно выбиравшему сотрудников из студентов различных городов, которым подошла бы работа в условиях частых экспедиций, в лаборатории сложилась дружная команда молодых специалистов. В лаборатории Юрия Оскаровича исследовались механизмы устойчивости скота к экстремальным факторам (высокой радиации, экстремальным температурам).
В 1966 г. Ю. О. Раушенбаху была присвоена степень доктора биологических наук в области экологической генетики, а в 1974 г. присвоено звание профессора по специальности «Генетика». Юрий Оскарович до конца жизни работал профессором-консультантом в лаборатории эволюционной генетике в Институте цитологии и генетики.

### Научные интересы и достижения
- В период работы в Институте экспериментальной биологии занимался физиологическими и генетическими исследованиями по акклиматизации лошадей в Казахстанских условиях.
- В лаборатории Института цитологии и генетики занимался изучением механизмов приспособленности и адаптации к условиям среды пород овец и крупного рогатого скота.
- Юрий Оскарович является основателем школы специалистов по экологической физиологии и генетике животных.
- В Чергинском экспериментальном хозяйстве участвовал с коллегами по лаборатории в сборе коллекций генофонда аборигенных сельскохозяйственных и диких животных.

### Научные работы
- Раушенбах Ю. О., Журавлева К. В. Табунное коневодство в Казахстане. Алма-Ата: Казгосиздат, 1938. 150 с.
- Раушенбах Ю. О. Основные черты типообразования лошадей в Казахстане. Алма-Ата: Казгосиздат, 1948. 89 с.
- Раушенбах Ю. О. О познании природы устойчивости сельскохозяйственных животных к неблагоприятным факторам среды // Известия АН УзССР. Ташкент, 1950. № 3. С. 61-71.
- Раушенбах Ю. О. Опыт разработки биологических основ породного улучшения крупного рогатого скота в орошаемой зоне Средней Азии // Кормовая база и перспективы развития животноводства в Узбекистане. Ташкент: АН УзССР, 1953. С. 231—246.
- Раушенбах Ю. О. О структурных особенностях кожи в связи с терморегуляцией у сельскохозяйственных животных // Труды Гродненского сельхозин-ститута. Минск: Изд. АН БССР. 1957. Вып. III. С. 277—288.
- Раушенбах Ю. О., Кушнир А. В. Зависимость теплоустойчивости крупного рогатого скота от типологических особенностей высшей нервной деятельности // Физиолого-генетические исследования адаптации у животных. М.; Л.: Наука,.1967. С. 95-110.
- Раушенбах Ю. О., Кушнир А. В. Зависимость адаптивной реакции животных на высокие и низкие температуры среды от типологических особенностей высшей нервной деятельности // Общие вопросы физиологии адаптации животных. Рефераты докладов. Новосибирск: Наука. 1967. С. 133—137.
- Раушенбах Ю. О., Прасолова Л. А., Прасолов В. А., Уманцева Н. Д. Относительная роль экогенеза и фотопериодизма в адаптивных сезонных изменениях волосяного покрова у крупного рогатого скота // Матер. III Всесоюз. совещания по экологической физиологии, биохимии и морфологии. Новосибирск: Наука. 1967. С. 132—135.
- Ерохин П. И., Прасолова Л. А., Раушенбах Ю. О. Значение некоторых особенностей волосяного покрова для теплоустойчивости крупного рогатого скота // Физиологические основы породного районирования сельскохозяйственных животных. Л.: Наука. 1968. С. 20-27.
- Раушенбах Ю. О. Физиолого-генетическое исследование теплоустойчивости крупного рогатого скота // Физиологические основы породного районирования сельскохозяйственных животных. Л.: Наука. 1968. С. 59-68.
- Раушенбах Ю. О., Ерохин П. И. Адаптивная реакция на температурные условия среды тонкорунных овец разных типов складчатости // Генетические основы селекции тонкорунных овец. Новосибирск: ИЦиГ СО АН СССР. 1969. С. 118—127.
- Егерь В. Н., Раушенбах Ю. О. Природа различий адаптивной реакции овец на низкую температуру среды в условиях Горного Алтая // Тепло- и холодоустойчивость домашних животных. Эколого-генетическая природа различий. Новосибирск: Наука. 1975. С. 214—221.
- Егерь В. Н., Раушенбах Ю. О. Адаптивная роль структуры волосяного покрова ягнят в экстремальных условиях Горного Алтая // Тепло- и холодоустойчивость домашних животных. Эколого-генетическая природа различий. Новосибирск: Наука. 1975. С. 284—296.
- Ерохин П. И., Раушенбах Ю. О., Шонохова Н. И. Связь между некоторыми репродуктивными свойствами и теплоустойчивостью крупного рогатого скота при разведении его в условиях жаркого климата // Тепло- и холодоустойчивость домашних животных. Эколого-генетическая природа различий. Новосибирск: Наука. 1975. С. 57-66.
- Прасолова Л. А., Раушенбах Ю. О. Связь адаптивной реакции на высокие и низкие температуры со структурой волосяного покрова // Тепло- и холодоустойчивость домашних животных. Эколого-генетическая природа различий. Новосибирск: Наука. 1975. С. 248—259.
- Раушенбах Ю. О. Эколого-генетическая природа функциональной организации (структуры) адаптивной реакции животных // Тепло- и холодоустойчивость домашних животных. Эколого-генетическая природа различий. Новосибирск: Наука. 1975. С. 297—314.
- Раушенбах Ю. О. Специфика адаптивной реакции крупного рогатого скота на низкую температуру среды // Тепло- и холодоустойчивость домашних животных. Эколого-генетическая природа различий. Новосибирск: Наука. 1975. С. 168—179.
- Раушенбах Ю. О., Каменек В. М. Роль биохимического полиморфизма в эколого-генетической дифференциации животных и его значение для селекции на устойчивость к экстремальным факторам среды // Матер. XVI Междунар. конф. по группам крови и биохимическому полиморфизму животных. Л., 1979. Т. 4. С. 57-62.
- Раушенбах Ю. О. Генетико-физиологические механизмы термоустойчивости домашних животных в экстремальных условиях // Физиология холодоустойчивости крупного рогатого скота. Владивосток: Изд-во Дальневост. науч. центра АН СССР, 1979. С. 3-14.
- Раушенбах Ю. О. Закономерности экогенеза домашних животных // Генетика. 1981. № 9. С. 1663—1677.
- Раушенбах Ю. О. Экогенез домашних животных. М.: Наука, 1985. 199 с.